# فرودگاه کومالا
فرودگاه کومالا (به انگلیسی: Koumala Airport) یک فرودگاه همگانی با کد یاتا KOL است که یک باند فرود خاک رس دارد و طول باند آن ۱۲۳۰ متر است. این فرودگاه در کشور جمهوری آفریقای مرکزی قرار دارد و در ارتفاع ۶۵۰ متری از سطح دریا واقع شده‌است.